# Frédéric Niffle
Frédéric Niffle est un éditeur belge de bande dessinée. Il est le fondateur en 1997 des éditions Niffle et de 2008 à 2017, rédacteur en chef du journal Spirou.

## Biographie

### Jeunesse
Frédéric Niffle, dès l’âge de 14 ans, en vrai passionné, rencontre grâce à Bernard Hislaire, le rédacteur en chef du journal Spirou. Il les rencontrera quasiment tous, avant de devenir rédacteur en chef lui-même. Dès sa jeunesse, il édite des fanzines et petits livres, sa passion pour la bande dessinée se développe avec l'installation d'une librairie spécialisée en bas de chez lui. La lecture de Brouillard au pont de Tolbiac de Jacques Tardi dont le dessin à l'opposé de cette ligne claire omniprésente le marque fortement en 1981. C'est ce qui le détermine à s'orienter professionnellement vers la bande dessinée. Il suit des études de communication graphique. Il participe à l'aventure éditoriale du fanzine Synopsis — qualifié d'excellent par le BDM Trésors de la bande dessinée  —, qui compte 5 numéros du printemps 1983 à l'automne 1987 principalement axés sur les auteurs François Schuiten (1) Jacques Martin (2), Yslaire (3), Vicomte (4) et Boucq (5) dont il est co-éditeur avec Michel Lagarde, le rédacteur et le maquettiste. En 1991, il réalise une longue interview d'André Juillard qu'il publie dans Esquisse d'une œuvre chez Glénat.

### Graphiste
En 1993, il réalise la maquette de Mary Shiling pour les éditions Dargaud. En 1996, il est le graphiste du logo de l'éditeur de mangas Kana, toujours utilisé depuis par l'éditeur.

### Éditeur indépendant
Niffle fonde sa propre maison d'édition baptisée Niffle-Cohen et dénommée Niffle en 1997. Il y lance la collection « Anthology » où il publie sous forme de beau-livre les grands standards de la bande dessinée franco-belge dans un petit format en noir et blanc au concept innovant. XIII (1997-1999), Jeremiah (1998-2001), Largo Winch (1998-2002), Spirou et Fantasio (2000-2005), Thorgal (2001-2005), Blueberry (2002), Félix (2002-2004), Clifton (2003). L’éditeur Frédéric Niffle publie Franquin/Jijé entretiens avec Philippe Vandooren et enrichit l'édition de tout un appareillage de notes et de documents clairs et non rébarbatifs, qui resituent et relativisent intelligemment les propos, arguments, chiffres, anecdotes, évolutions éditoriales, vie des créateurs en 2001. Frédéric Niffle qualifie lui-même ce livre de « très complexe à réaliser ».
En 2002, il publie et édite un livre d'entretiens avec qu'il a eus de 2000 à 2002 avec Jean Van Hamme : Van Hamme - Itinéraire d'un enfant doué. Ce livre qualifié de passionnant par le journaliste des Échos David Barroux et dont Niffle estime que c'est son meilleur livre.
On apprend par Thierry Bellefroid qu'il faut 500 heures de travail à l'éditeur pour publier l'anthologie Félix qu'il commence par les derniers récits avec Félix L'Intégrale/7 dont la couverture est signée Ted Benoît et pour lequel Patrick Albray remercie les Éditions Niffle de participer ainsi à la sauvegarde du patrimoine du Neuvième Art sur ActuaBD.
La même année, il publie La Nouvelle Bande Dessinée : Blain, Blutch, David B., de Crécy, Dupuy-Berberian, Guibert, Rabaté, Sfar, entretiens avec Hugues Dayez de Hugues Dayez (2002). L'année suivante, il publie le livre du même auteur Peyo l’enchanteur. En mai 2003, ce sont les chefs-d'œuvre de Raymond Macherot qui sont donnés à lire dans Clifton L'Intégrale de la collection « Anthology ». En mai 2005, il publie Les Éditeurs de bande dessinée qui vaudra à son auteur Thierry Bellefroid le Prix Saint-Michel de la presse,.

### Rédacteur en chef deSpirou
En 2008, il est nommé au poste de rédacteur en chef du journal Spirou avec comme mission de relancer un journal en manque de stabilité après l'échec de trois nouvelles formules en quelques années. Au fil des années, les formules se sont succédé, chaque rédacteur en chef dosant différemment les bandes dessinées et le contenu rédactionnel. Il se fait fort de renouer avec la recette « tout public » qui a fait le succès du journal dans le passé. À l'occasion de la célébration du 70e anniversaire  du journal Spirou, il déclare à la presse « On doit pouvoir lire Spirou de 7 à 77 ans », rendant ainsi hommage à son malheureux rival, le Journal de Tintin,. Il doit se calmer après quelques années mouvementées. Il cherche de nouveaux auteurs, Trondheim se voit accorder une place de choix, notamment avec sa série Ralph Azham. Parmi les autres nouveaux auteurs figurent Arthur de Pins (Zombillénium), Guillaume Bianco, Bruno Dequier (Louca) et plusieurs auteurs de l'ancien magazine de bande dessinée Tchô!, tels que Nob (Dad), Tébo et Ohm. Frédéric Niffle introduit la rubrique La Galerie des illustres (2008-2017) dans laquelle des auteurs de bande dessinée sont interviewés par le journaliste de bande dessinée Jean-Pierre Fuéri au cours des années 2000 et dans laquelle chacun d'eux travaille sur une page avec les personnages emblématiques de Spirou. Frédéric Niffle en collecte 200 et publie l'album aux éditions Dupuis (2013). Niffle vend ses éditions à Dupuis en 2011.
En avril 2013, le soixante-quinzième anniversaire de Spirou est également célébré sous la direction de Frédéric Niffle, avec une chanson spéciale et une tournée Spirou à travers dix villes de Belgique, de France et de Suisse. À cette occasion, Hugues Dayez déclare : « Sur le plan graphique, Niffle a cherché à refaire un beau journal et il ne cache pas que son modèle est le Spirou de l’époque Delporte 66-67 ».
Comme découvreur de talents de BD, Frédéric Niffle, s'intéresse au travail des jeunes créateurs madrilènes en décembre 2015. De 2016 à 2017, c'est en tant que scénariste pour les auteurs de L'Atelier Mastodonte que l'on trouve sa signature dans Spirou et puis il est nommé directeur de collection chez Dupuis en mars 2017, fonction qu’il n'exercera que le 1er novembre, afin d’assurer la transition au sein du magazine. Florence Mixhel, arrivée en 2007, devient rédactrice en chef adjointe pour préparer son remplacement.

### Label Niffle
Les éditions Dupuis pour faire renaître l'âge d'or relancent Niffle en octobre,,. Avec la publication de La Voiture immergée, il lance — avec la complicité d'Hugues Dayez pour les commentaires et la contextualisation — la collection « 50/60 » en mars, cette collection redonne vigueur au trait des grands auteurs classiques de chez Dupuis et est alimentée par d'autres titres comme La Villa du Long-Cri, La Guerre des sept fontaines, La Mauvaise tête (2014), Chaminou et le Khrompire, La Ribambelle en Écosse, QRN sur Bretzelburg (2015), L'Ombre sans corps (2020).
Frédéric Niffle est chargé d’inventer, avec les auteurs, de nouveaux formats ou contenus et pour lui de renforcer son label Niffle éditions. C'est ce qu'il fait en créant la collection « La Grande Bibliothèque » dans laquelle il publie Comanche (2017), Blake et Mortimer (2017), Thorgal (2017-2020), Johan et Pirlouit (2018), Jeremiah (2019), À la recherche de Peter Pan (2019) et Undertaker (2021).
 
Niffle devient acteur de cinéma le temps d'un film Le Poulain de Mathieu Sapin où il interprète le rôle de Philippe aux côtés de Frédéric Neidhardt en 2018.
Au départ de Florence Mixhel, il exerce à nouveau mais à titre d'intérim la fonction de rédacteur en chef et lorsque Morgan Di Salvia est nommé rédacteur en chef dans le no 4243 du journal Spirou du 7 août 2019, il assure avec lui cette charge en duo sous la supervision de Sergio Honorez.
Début 2019, il est nommé directeur de la publication du journal Spirou. Le décès choquant de Philippe Tome met Dupuis en émois, Niffle lui rend un vibrant hommage avec le numéro spécial 4256 du 6 novembre 2019 qui restera exceptionnellement en kiosque pendant quatre semaines.
En août 2022, il entame la restauration des planches de XIII.

## Œuvres

### Publications

#### Comme auteur
- Esquisse d'une œuvre[54], Glénat, Grenoble, novembre 1991
Scénario : Frédéric Niffe - Dessin et couleurs : André Juillard -  (ISBN 2-7234-1481-7)Préface de Frédéric Niffe. Couverture avec rabats. L'album se présente sous la forme d'une interview d'André Juillard par Frédéric Niffe, interview de 58 pages numérotées de 1 à 58, les pages sont agrémentées d'esquisses de dessins ou d'études d'André Juillard.

- 6. L'Atelier Mastodonte[55], Dupuis, Marcinelle, 4 janvier 2019
Scénario : collectif dont Frédéric Niffe - Dessin : collectif - Couleurs : quadrichromie -  (ISBN 979-10-34736-83-6)Noté "Première édition". Nicoby et Trondheim ont réalisé les illustrations de couverture du fourreau, et Jérôme Jouvray et Nob celles de l'album proprement dit. Certains des gags sont de type roman-photo et non dessinés. Format à l'italienne.

#### Essais sur la bande dessinée
- Van Hamme - Itinéraire d'un enfant doué : Entretiens avec Frédéric Niffle[56],[57], Bruxelles, Niffle-Cohen, 3 juin 2002, 189 p. (ISBN 2-87393-032-2)Série d’entretiens réalisés de 2000 à 2002 entre Frédéric Niffle et Jean Van Hamme qui dévoile une bonne partie de sa vie.

#### Comme éditeur

##### Collection Profession: Auteur de bande dessinée
- Numa Sadoul, Vuillemin, entretiens avec Numa Sadoul, Bruxelles, Niffle, 8 janvier 1999, 173 p. (ISBN 2873930136)
- Numa Sadoul, Tardi, entretiens avec Numa Sadoul, Bruxelles, Niffle, 2000, 173 p. (ISBN 2-87393-015-2)Noté DL D/2000/7415/1. Noté "Première édition". Couverture avec rabats. Format 190 × 240 mm.
- Philippe Vandooren, Franquin/Jijé - entretiens avec Philippe Vandooren[10],[58], Bruxelles, Niffle-Cohen, coll. « Profession », 2001, 93 p. (ISBN 2-87393-023-3)réédition, p. 79, 2014  (ISBN 978-2-87393-061-5) (BNF 46818926).
- Hugues Dayez, La Nouvelle Bande Dessinée[16] : Blain, Blutch, David B., de Crécy, Dupuy-Berberian, Guibert, Rabaté, Sfar, entretiens avec Hugues Dayez, Bruxelles, Niffle, 24 février 2002, 208 p. (ISBN 2-87393-028-4)
- Hugues Dayez, Peyo l'enchanteur, Bruxelles, Niffle, octobre 2003, 189 p. (ISBN 2-87393-046-2)
- Thierry Bellefroid, Les Éditeurs de bande dessinée[20], Bruxelles, Niffle, 6 mai 2005, 165 p. (ISBN 978-2-87393-055-4)Recueil d'entretiens avec des éditeurs de bande dessinée.

##### Collection Anthology
- Jeremiah : L'Intégrale, Hermann.
- 1. L'intégrale 1,  Niffle, coll. « Anthology », Bruxelles, juin 1998
Scénario et dessin : Hermann - Couleurs : noir et blanc -  (ISBN 2-87393-041-1)
- 2. L'intégrale 2,  Niffle, coll. « Anthology », Bruxelles, février 2000
Scénario et dessin : Hermann - Couleurs : noir et blanc -  (ISBN 2-87393-014-4)
- 3. L'intégrale 3,  Niffle, coll. « Anthology », Bruxelles, mai 2001
Scénario et dessin : Hermann - Couleurs : noir et blanc -  (ISBN 2-87393-025-X)
- XIII
- 1. Première partie,  Niffle, coll. « Anthology », Bruxelles, août 1997
Scénario : Jean Van Hamme - Dessin : William Vance - Couleurs : noir et blanc -  (ISBN 2-87393-042-X)Ce tome est réédité en décembre 1998 avec un visuel de couverture différent.  (ISBN 2-87393-005-5) et une autre réédition de 2003 avec l' (ISBN 2-87393-042-X).
- 2. L'intégrale 2,  Niffle, coll. « Anthology », Bruxelles, avril 1998
Scénario : Jean Van Hamme - Dessin : William Vance - Couleurs : noir et blanc -  (ISBN 2-87393-006-3)
- 3. L'intégrale 3,  Niffle coll. « Anthology », Bruxelles, août 1998
Scénario : Jean Van Hamme - Dessin : William Vance - Couleurs : noir et blanc -  (ISBN 2-87393-008-X)Ce tome possède une quatrième édition.  (ISBN 2-87393-044-6)
- 4. L'intégrale 4,  Niffle, coll. « Anthology », Bruxelles, janvier 1999
Scénario : Jean Van Hamme - Dessin : William Vance - Couleurs : noir et blanc -  (ISBN 2-87393-011-X)
- Spirou et Fantasio l'intégrale
- 1. L'intégrale/1,  Niffle, coll. « Anthology », Bruxelles, février 2000
Scénario et dessin : André Franquin - Couleurs : noir et blanc -  (ISBN 2-87393-016-0)Couvre la période des années 1946-1949. Contient : Le Tank ; La Maison préfabriquée ; Radar le robot ; Spirou et les plans du robot ; Spirou sur le ring ; Spirou fait du cheval ; Spirou chez les Pygmées.
- 2. L'intégrale/2,  Niffle, coll. « Anthology », Bruxelles, octobre 2000
Scénario et dessin : André Franquin - Couleurs : noir et blanc -  (ISBN 2-87393-016-0)Couvre la période des années 1950-1952. Contient : Les Chapeaux noirs ; Mystère à la frontière ; Il y a un sorcier à Champignac ; Spirou et les Héritiers. Noté "première édition".
- 3. L'intégrale/3,  Niffle, coll. « Anthology », Bruxelles, mars 2001
Scénario et dessin : André Franquin - Couleurs : noir et blanc -  (ISBN 2-87393-020-9)Couvre la période des années 1952-1954. Contient : Les Voleurs du Marsupilami ; La Corne de rhinocéros ; Le Dictateur et le champignon.
- 4. L'intégrale/4,  Niffle, coll. « Anthology », Bruxelles, octobre 2001
Scénario et dessin : André Franquin - Couleurs : noir et blanc -  (ISBN 2-87393-027-6)Couvre la période des années 1954-1956. Contient : La Mauvaise Tête ; Le Repaire de la murène ; La Quick super, Les Pirates du silence; Touchez pas aux rouges-gorges. Noté "première édition".
- 5. L'intégrale/5,  Niffle, coll. « Anthology », Bruxelles, octobre 2002
Scénario et dessin : André Franquin - Couleurs : noir et blanc -  (ISBN 2-87393-031-4)Couvre la période des années 1956-1959. Contient : Le Gorille a bonne mine ; Le Nid des Marsupilamis ; Le Voyageur du Mésozoïque ; Le Homard ; Vacances sans histoires ; La Foire aux gangsters.
- 6. L'intégrale/6[59],  Niffle, coll. « Anthology », Bruxelles, décembre 2002
Scénario et dessin : André Franquin - Couleurs : noir et blanc -  (ISBN 2-87393-036-5)Couvre la période des années 1958-1960. Contient : Le Prisonnier du Bouddha ; La Peur au bout du fil ; Z comme Zorglub ; L'Ombre du Z. Noté "première édition".
- 7. L'intégrale/7,  Niffle, coll. « Anthology », Bruxelles, octobre 2005
Scénario et dessin : André Franquin - Couleurs : noir et blanc -  (ISBN 2-87393-048-9)Couvre la période des années 1960-1971. Contient : Spirou et les Hommes-bulles ; QRN sur Bretzelburg ; Les Petits Formats ; Bravo les Brothers ; Panade à Champignac; Tembo Tabou.

- Blueberry l'intégrale
- 1. L'intégrale/1[9],  Niffle, coll. « Anthology », Bruxelles, avril 2002
Scénario : Jean-Michel Charlier - Dessin : Jean Giraud - Couleurs : noir et blanc -  (ISBN 2-87393-029-2)Contient Fort Navajo ; Tonnerre à l'ouest ; L'Aigle solitaire ; Le Cavalier perdu. Dimensions : épaisseur : 18 mm - Hauteur : 243 mm - largeur : 194 mm.
- Félix l'intégrale[60]
- 7. L'intégrale/7,  Niffle, coll. « Anthology », Bruxelles, octobre 2002
Scénario et dessin : Maurice Tillieux - Couleurs : noir et blanc -  (ISBN 2-87393-030-6)Couverture de Ted Benoit d'après Tillieux. Contient Le Mort plaisante ; Neuf !... Dix !... Out ! ; Le Phare de la mort ; Le Cinquième cadavre ; Les Chevaliers de l'Apocalypse ; On a volé des cerveaux ; L'Effroyable armée ; La Résurrection du Potomac ; L'Affaire des bijoux.
- 6. L'intégrale/6,  Niffle, coll. « Anthology », Bruxelles, octobre 2003
Scénario et dessin : Maurice Tillieux - Couleurs : noir et blanc -  (ISBN 2-87393-047-0)Noté "Première édition". Contient : Les 3 Croix ; La Terre tremble ; Drôle de sandwiches ! ; La Disparition de Mr Noble ; Les Yeux dans le dos ; Le Lac de l'Ours ; L'objet ; Le Fourgon no 13 ; En appuyant sur la gâchette !.
- 5. L'intégrale/5,  Niffle, coll. « Anthology », Bruxelles, octobre 2004
Scénario et dessin : Maurice Tillieux - Couleurs : noir et blanc -  (ISBN 2-87393-053-5)Noté "Première édition". Contient : La Grotte hantée; 50° sous zéro ; L'argent est au fond; Le souffle du diable; Sabotage ; Contrebande ; Le Roi et le colonel et On roule sur l'or.

- Thorgal
- 1. L'intégrale 1,  Niffle, coll. « Anthology », Bruxelles, octobre 2001
Scénario : Jean Van Hamme - Dessin : Grzegorz Rosiński - Couleurs : noir et blanc -  (ISBN 2-87393-034-9)Contient les tomes 1, 2, 3 et 4.
- 2. L'intégrale 2[61],  Niffle, coll. « Anthology », Bruxelles, mai 2003
Scénario : Jean Van Hamme - Dessin : Grzegorz Rosiński - Couleurs : noir et blanc -  (ISBN 2-87393-039-X)Contient les tomes 5, 6, 7 et 8 avec une page de présentation et d'interview pour chacune des 4 histoires
- 3. L'intégrale 3,  Niffle, coll. « Anthology », Bruxelles, mai 2004
Scénario : Jean Van Hamme - Dessin : Grzegorz Rosiński - Couleurs : noir et blanc -  (ISBN 2-87393-051-9)Contient les tomes 9, 10, 11 et 12.
- 4. L'intégrale 3,  Niffle, coll. « Anthology », Bruxelles, juillet 2005
Scénario : Jean Van Hamme - Dessin : Grzegorz Rosiński - Couleurs : noir et blanc -  (ISBN 2-87393-056-X)Contient les tomes 13, 14, 15 et 16.
- Largo Winch
- 1. L'intégrale 1,  Niffle, coll. « Anthology », Bruxelles, août 1998
Scénario : Jean Van Hamme - Dessin : Francq - Couleurs : noir et blanc -  (ISBN 2-87393-010-1)Format 24 × 19 cm.
- 2. L'intégrale 2,  Niffle, coll. « Anthology », Bruxelles, 1999
Scénario : Jean Van Hamme - Dessin : Francq - Couleurs : noir et blanc -  (ISBN 2-87393-012-8)
- 3. L'intégrale 3,  Niffle, coll. « Anthology », Bruxelles, décembre 2002
Scénario : Jean Van Hamme - Dessin : Francq - Couleurs : noir et blanc -  (ISBN 2-87393-035-7)

- Clifton : L'Intégrale[62],  Niffle, coll. « Anthology », Bruxelles, mai 2003
Scénario et dessin : Raymond Macherot - Couleurs : noir et blanc -  (ISBN 2-87393-041-1)

### Filmographie
- 2018 : Le Poulain de Mathieu Sapin : Philippe[49].

## Réception

### Représentation
Frédéric Niffle est premièrement représenté sous les traits d'un paon vêtu d'un costume dans l'histoire Les coulisses secrètes d'une nouvelle formule, de Jean Léturgie, Yann et Borev parue dans le Spirou no 3653, son premier numéro en tant que rédacteur en chef. Frédéric Niffle constitue ensuite un personnage récurrent de la série de bande dessinée L'Atelier Mastodonte. Il joue le rôle d'un rédacteur intransigeant, très à cheval sur le budget, et qui cherche constamment de faire travailler plus vite les différents auteurs. Son signe distinctif est sa raideur : il est toujours représenté comme un personnage très grand, droit, et incapable de faire montre de souplesse. Tous ses mouvements sont angulaires.
Ensuite, ce sont les deux Fabrice : Fabcaro et Erre qui le représentent dans ses fonctions dans la bande dessinée L'Édito publiée dans Spirou.

#### Périodiques
- Frédéric Niffle (interviewé par Frédéric Bosser), « Parcours : Spirou en plein renouveau - Entretien avec Frédéric Niffle », dBD, no 28,‎ novembre 2008 (ISSN 1951-4050).

#### Articles
- Frédéric Niffle (interviewé par Illies Dzanouni et Brieg F. Haslé), « Entretien avec Frédéric Niffle », Auracan,‎ septembre 2002 (lire en ligne, consulté le 22 novembre 2022)
- Didier Pasamonik, « Frédéric Niffle : au bonheur des Schtroumpfs », ActuaBD,‎ 16 mai 2005 (lire en ligne, consulté le 23 novembre 2022)
- Olivier le Bussy, « "On doit pouvoir lire "Spirou" de... 7 à 77 ans" », La Libre,‎ 20 avril 2008 (lire en ligne, consulté le 23 novembre 2022)
- Frédéric Niffle (interviewé par Nicolas Anspach), « Frédéric Niffle : "Le journal de Spirou a toujours été le reflet de son temps" », ActuaBD,‎ 24 avril 2008 (lire en ligne, consulté le 23 novembre 2022)
- Nathalie Cobbaut, « Mon premier emploi : Frédéric Niffle, nouveau rédacteur en chef de Spirou », Le Soir,‎ 3 mai 2008 (lire en ligne , consulté le 23 novembre 2022)
- Olivier le Bussy, « "Spirou", ou l’éternelle jouvence », La Libre,‎ 23 avril 2013 (lire en ligne, consulté le 23 novembre 2022)
- Gilles Ratier, « Re-Niffle, chez Dupuis ! », BDzoom,‎ 18 octobre 2013 (lire en ligne, consulté le 23 novembre 2022)
- Maël Rannou, « Dupuis relance les éditions Niffle ! », BoDoï,‎ 18 octobre 2013 (lire en ligne, consulté le 23 novembre 2022)
- Snooze, « Pour le 4000e numéro de Spirou, Benoît Feroumont a dessiné en direct », Pure FM RTBF,‎ 4 décembre 2014 (lire en ligne, consulté le 21 novembre 2022)
- Frédéric Niffle (interviewé par Pierre Burssens), « Entretien avec Frédéric Niffle - « Nous tenions à respecter les promesses formulées dans le n° 2000. » », Auracan,‎ 8 décembre 2014 (lire en ligne, consulté le 23 novembre 2022)
- Frédéric Niffle (interviewé par Robert Laplante), « Frédéric Niffle: passion bédé », HuffPost Québec,‎ 3 octobre 2015 (lire en ligne, consulté le 23 novembre 2022)
- Gilles Milecan, « Le génie de Franquin ranimé », La Libre,‎ 28 octobre 2015 (lire en ligne, consulté le 23 novembre 2022)
- Hugues Dayez et Frédéric Niffle (interviewés par Charles-Louis Detournay), « Hugues Dayez et Frédéric Niffle ("Collection 50/60") : « Humainement et artistiquement, la période des années 1950/60 est passionnante ! » », ActuaBD,‎ 12 novembre 2015 (lire en ligne, consulté le 23 novembre 2022)
- Anne-Laure Walter, « Frédéric Niffle de Spirou à l’édition », Livres Hebdo,‎ 24 mars 2017 (lire en ligne, consulté le 23 novembre 2022)
- Frédéric Niffle (interviewé par Charles-Louis Detournay), « Frédéric Niffle : « La mort de Philippe Tome a été un choc pour Dupuis. » », ActuaBD,‎ 6 novembre 2019 (lire en ligne, consulté le 23 novembre 2022).

### Podcasts
Le fil de l'Histoire raconté par Ariane et Nino chronique de Jacques Schraûwen, intervenants : le dessinateur Sylvain Savoia et l’éditeur Frédéric Niffle sur RTBF .